# Hygrohypnum caussequei
Hygrohypnum caussequei är en bladmossart som beskrevs av Cardot in Grandidier 1915. Hygrohypnum caussequei ingår i släktet bäckmossor, och familjen Amblystegiaceae. Inga underarter finns listade i Catalogue of Life.